# Arches (Vosges)
Arches [aʁʃ] ist eine französische Gemeinde mit 1614 Einwohnern (Stand 1. Januar 2022) im Département Vosges in der Region Grand Est (bis 2015 Lothringen). Sie gehört zum Arrondissement Épinal und zum Gemeindeverband Épinal.

## Geografie

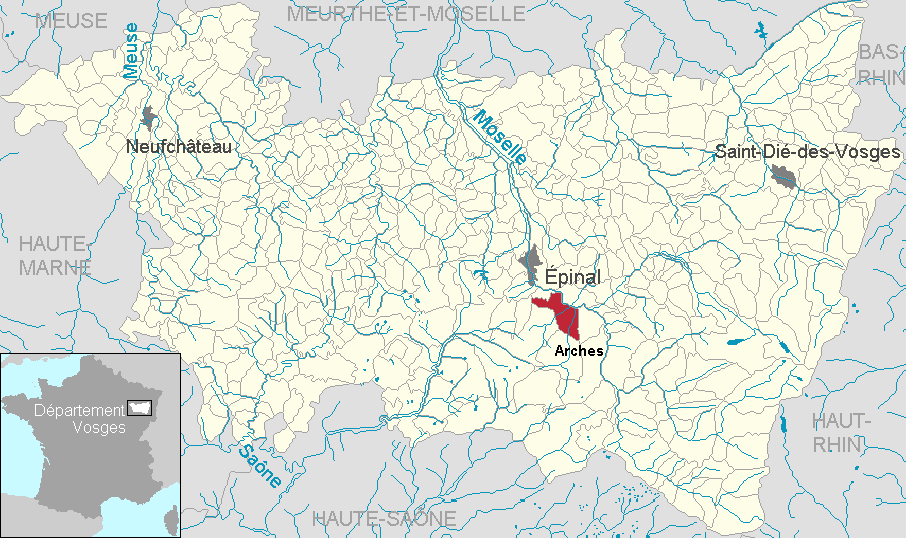
Lage der Gemeinde Arches im Département Vosges

Arches liegt an der oberen Mosel, etwa zehn Kilometer südöstlich von Épinal.
Das Gemeindegebiet von Arches erstreckt sich vom linken Ufer der oberen Mosel bis auf das Hochplateau der Vôge. Der Kernort Arches liegt im Bereich der Mündungen der kleinen Flüsse Ruisseau des Nauves und Niche in die Mosel, hier ist das linke Moseltal deutlich breiter als in weiter südlich oder nördlich liegenden Abschnitten.
Die Landschaft ist in niedrigeren Lagen von Äckern und Streuobstwiesen geprägt, während sich im höher gelegenen Norden der Gemeinde mit dem Bois d’Arches ein großes, zusammenhängendes Waldgebiet erstreckt. Auch der Süden der Gemeinde ist mit Wald bestanden, sodass der Waldanteil am gesamten Gemeindeareal fast zwei Drittel beträgt.
Das 17,5 km² große Gemeindegebiet umfasst neben dem Hauptort Arches die Ortsteile Aneuménil und Le Saucey sowie die Weiler La Garde de Dieu, Le Roxard und Laménil.
Nachbargemeinden von Arches sind Épinal im Norden, Archettes im Nordosten, Pouxeux im Osten, Raon-aux-Bois im Süden, Hadol im Südwesten und Westen sowie Dounoux und Dinozé im Nordwesten.

## Geschichte
Arches kann mit Bögen/Tore übersetzt werden. Die Bögen sind auf eine Brücke über die Mosel aus römischer Zeit zurückzuführen. Die vierbogige Brücke ist auch das tragende Symbol im Wappen von Arches.
1080 ließ Herzog Dietrich II. von Lothringen in Arches eine Burg errichten. An die Reste dieser Befestigungsanlage erinnern heute die Straßennamen Rue du Château und Chemin de Château. Die Propstei der Burg existierte bis 1754. 
Arches war international bekannt durch sein reines und festes Papier, das hier seit 1492 hergestellt wurde. 1778 bestellte Beaumarchais in Arches 70 Tonnen Papier für geplante 70 Bände des Gesamtwerkes von Voltaire, was allerdings scheiterte.

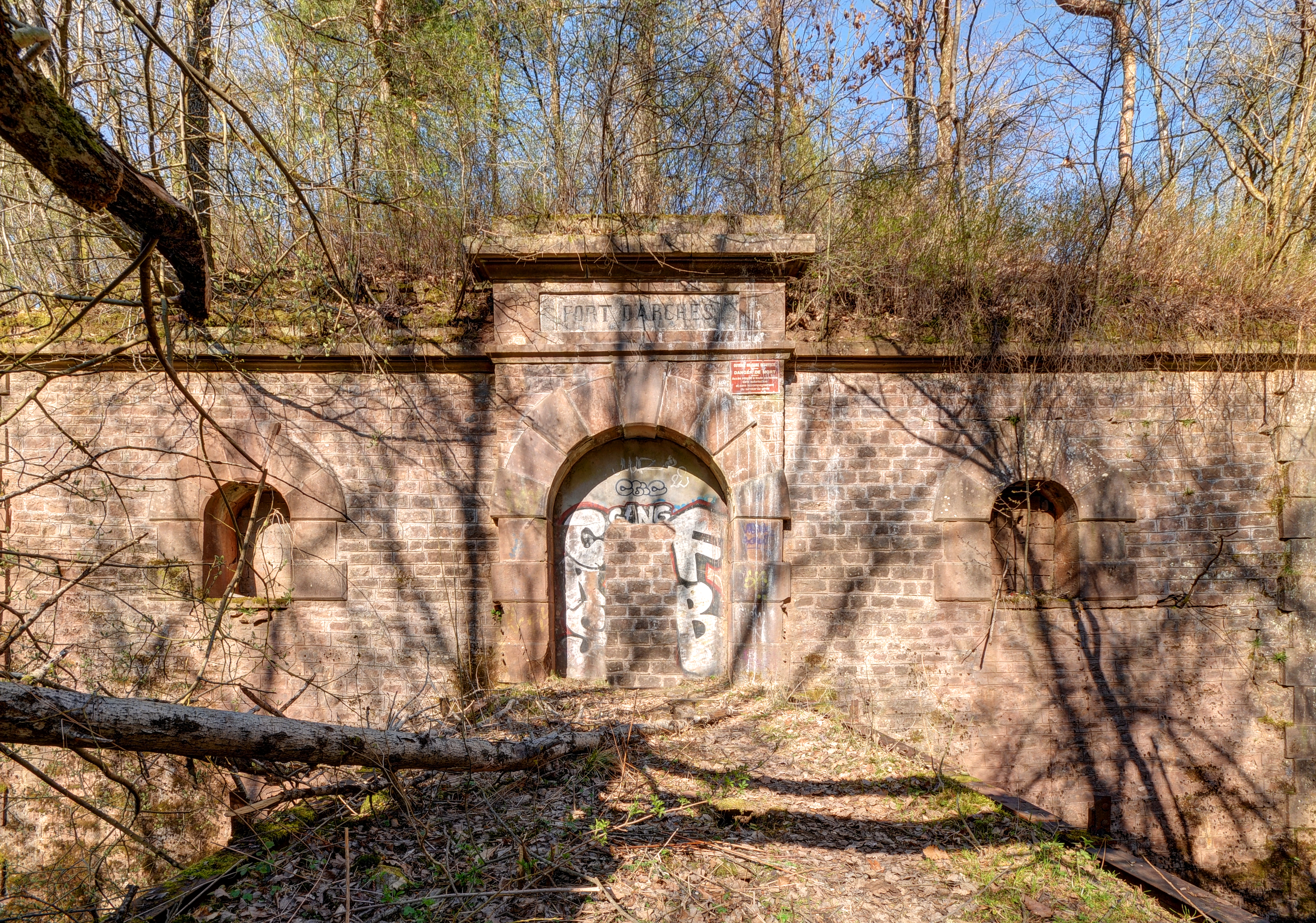
Eingang zum Fort d’Arches

### Bevölkerungsentwicklung
| Jahr      | 1962 | 1968 | 1975 | 1982 | 1990 | 1999 | 2011 | 2021 |
| Einwohner | 1572 | 1588 | 1523 | 1718 | 1737 | 1679 | 1673 | 1621 |

Im Jahr 1990 wurde mit 1737 Bewohnern die bisher höchste Einwohnerzahl ermittelt. Die Zahlen basieren auf den Daten von cassini.ehess und INSEE.

## Sehenswürdigkeiten
- Kirche Saint-Maurice aus dem 19. Jahrhundert
- Papiermühle mit Besucherbetrieb
- Reste der Stadtmauer
- Fort d’Arches

Kirche Saint-Maurice in Arches
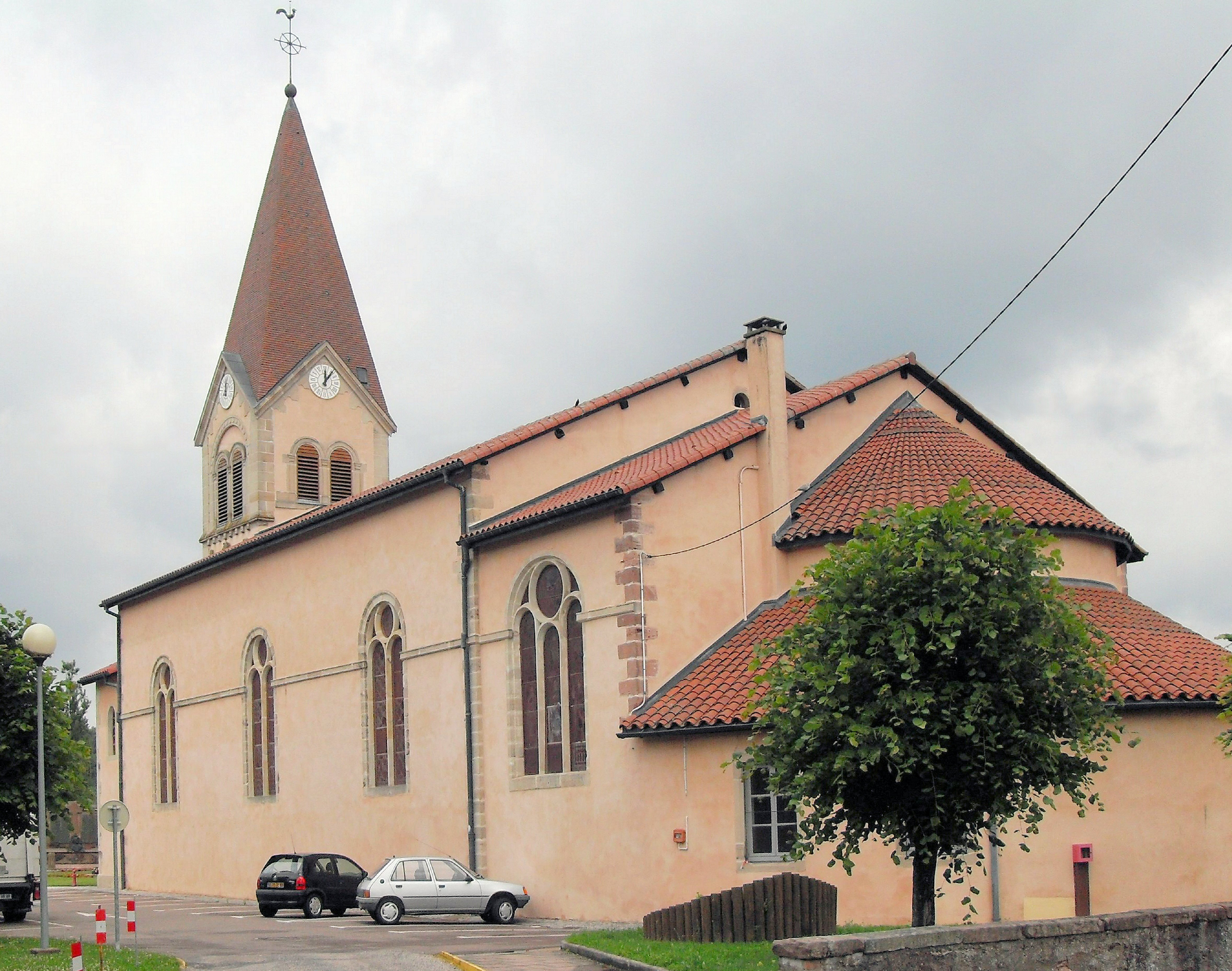
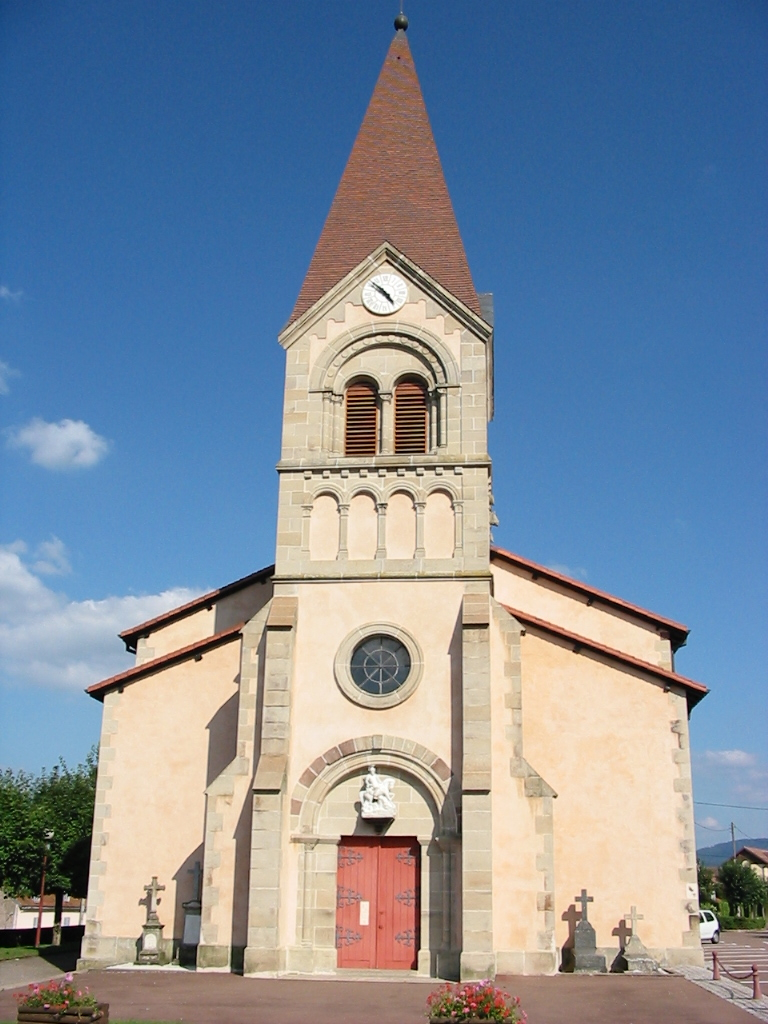

## Wirtschaft und Infrastruktur

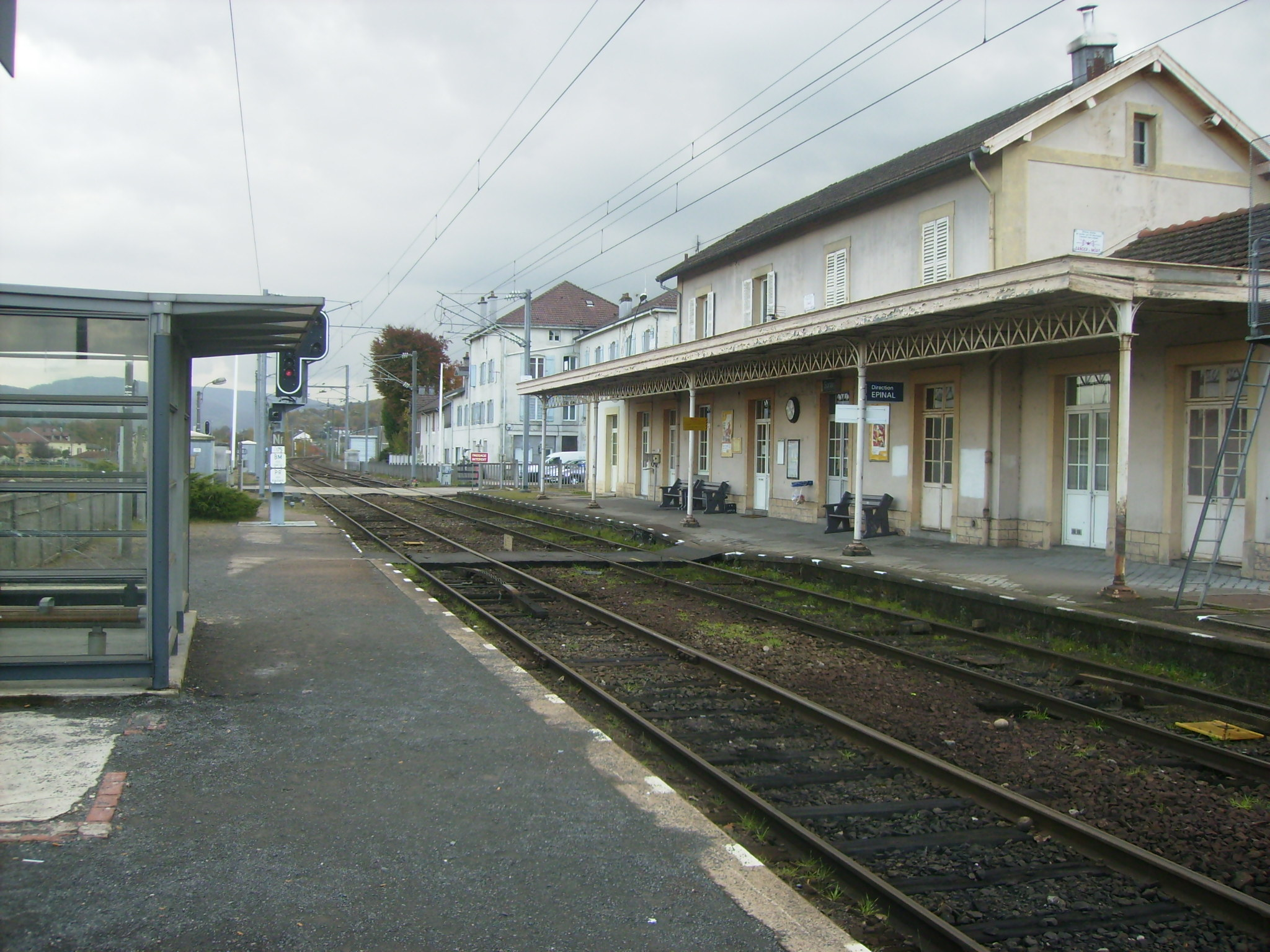
Bahnhof Arches

Neben der traditionellen Holz- und Papierindustrie (Sägewerk, Papiermühle) gibt es auch kleinere Landwirtschafts- und Handwerksbetriebe in Arches. In der Gemeinde sind sechs Landwirtschaftsbetriebe ansässig (Milchwirtschaft, Pferde- und Rinderzucht). Einige Erwerbstätige pendeln in die nahe Stadt Épinal.
Arches ist Schulstandort. Am 29. April 2009 wurde der Grundstein zu einem neuen Rathaus- und Schulgebäude (Mairie-école) gelegt.
Durch Arches führen parallel zur Mosel die autobahnähnlich ausgebaute Nationalstraße N 57 und die Departementsstraße D 157 (beide zwischen Épinal und Remiremont). Der Ort hat einen Bahnhof an der Bahnstrecke Épinal–Bussang, die in diesem Bereich am 10. November 1864 von der Compagnie des chemins de fer de l’Est in Betrieb genommen wurde. Am 20. Januar 1870 wurde der erste Abschnitt einer Zweigstrecke nach Saint-Dié eröffnet, die Saint-Dié im Jahr 1876 erreichte. Auf beiden Strecken verkehren aktuell Regionalzüge des TER Grand Est.

## Belege
1. ↑  Arches auf cassini.ehess
2. ↑  Arches auf INSEE
3. ↑  Landwirtschaftsbetriebe auf annuaire-mairie.fr (französisch)